# Premi de la Pau Mahatma Gandhi
El Premi de la Pau Mahatma Gandhi (en anglès: International Gandhi Peace Prize) rep el seu nom per Mahatma Gandhi. Es concedit anualment pel Govern de l'Índia. El premi consisteix en 10 milions de rúpies i una placa.
Com a homenatge als ideals adoptats per Gandhi, el Govern de l'Índia va llançar el Premi Internacional de Pau de Gandhi el 1995 amb motiu del 125è aniversari del naixement de Mohandas Gandhi. Es concedeix a individus o institucions per la seva contribució a la no-violència i altres mètodes de Gandhi. El premi atorga 10 milions de rúpies en efectiu, convertible en qualsevol moneda del món, una placa i una citació. Està obert a totes les persones, independentment de la nacionalitat, raça, credo o gènere.

## Receptors
|  | Indica un premi conjunt per a aquest any |

| Any  | Receptor               | Imatge         | naixement / mort | País             | Descripció                                                                                    |
| ---- | ---------------------- | -------------- | ---------------- | ---------------- | --------------------------------------------------------------------------------------------- |
| 1995 | Julius Nyerere         |                | 1922–1999        | Tanzània         | Julius Kambarage Nyerere va ser un polític de Tanzània.                                       |
| 1996 | A. T. Ariyaratne       |                | b. 1931          | Sri Lanka        | Fundador del Sarvodaya Shramadana Movement                                                    |
| 1997 | Gerhard Fischer        |                | 1921–2006        | Alemanya         | Diplomàtic alemany que va treballar contra lat lepra i la poliomelitis                        |
| 1998 | Ramakrishna Mission    |                | est. 1897        | Índia            | Fundada per Swami Vivekananda                                                                 |
| 1999 | Baba Amte              |                | 1914–2008        | Índia            | Treballador social                                                                            |
| 2000 | Nelson Mandela         |                | b. 1918-2013     | Àfrica del Sud   | Va ser President d'Àfrica del Sud                                                             |
| 2000 | Grameen Bank           |                | est. 1983        | Bangladesh       | Fundat per Muhammad Yunus                                                                     |
| 2001 | John Hume              |                | nascut el 1937   | Irlanda del Nord | Polític d'Irlanda del Nord                                                                    |
| 2002 | Bharatiya Vidya Bhavan | Plantilla:Dash | est. 1938        | Índia            | Trust educatiu                                                                                |
| 2003 | Václav Havel           |                | 1936–2011        | Txèquia          | Darrer President de Tecoslovàquia i primer president de Txèquia                               |
| 2004 | Coretta Scott King     |                | 1927–2006        | Estats Units     | Activista dels drets civils, esposa de Martin Luther King.                                    |
| 2005 | Desmond Tutu           |                | b. 1931          | Àfrica del Sud   | Clergue sud-africà i activista contra l'apartheid.                                            |
| 2013 | Chandi Prasad Bhatt    | Plantilla:Dash | nascut el 1934   | Índia            | Activista mediambiental i pioner del Chipko movement.Fundà Dasholi Gram Swarajya Sangh (DGSS) |
| 2014 | ISRO                   |                | Est 1969         | Índia            | Agència espacial del govern de l'Índia                                                        |